# Skånes Enskilda Bank
Om bankens kontor i Stockholm, se Skånebanken, Stockholm.

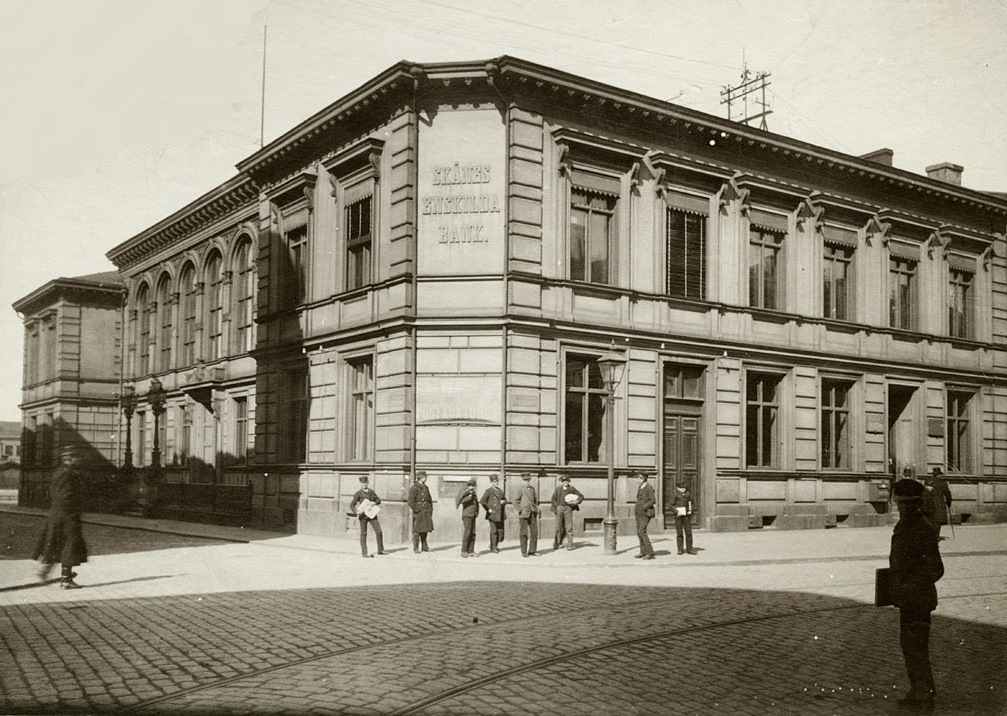
Huvudkontoret i Malmö på 1890-talet.

Skånes Enskilda Bank, även kallad Skånebanken, var en svensk affärsbank verksam 1831-1910. Huvudkontoret fanns ursprungligen i Ystad, men flyttades 1876 till Malmö. Banken ingår numera i SEB.

## Historia

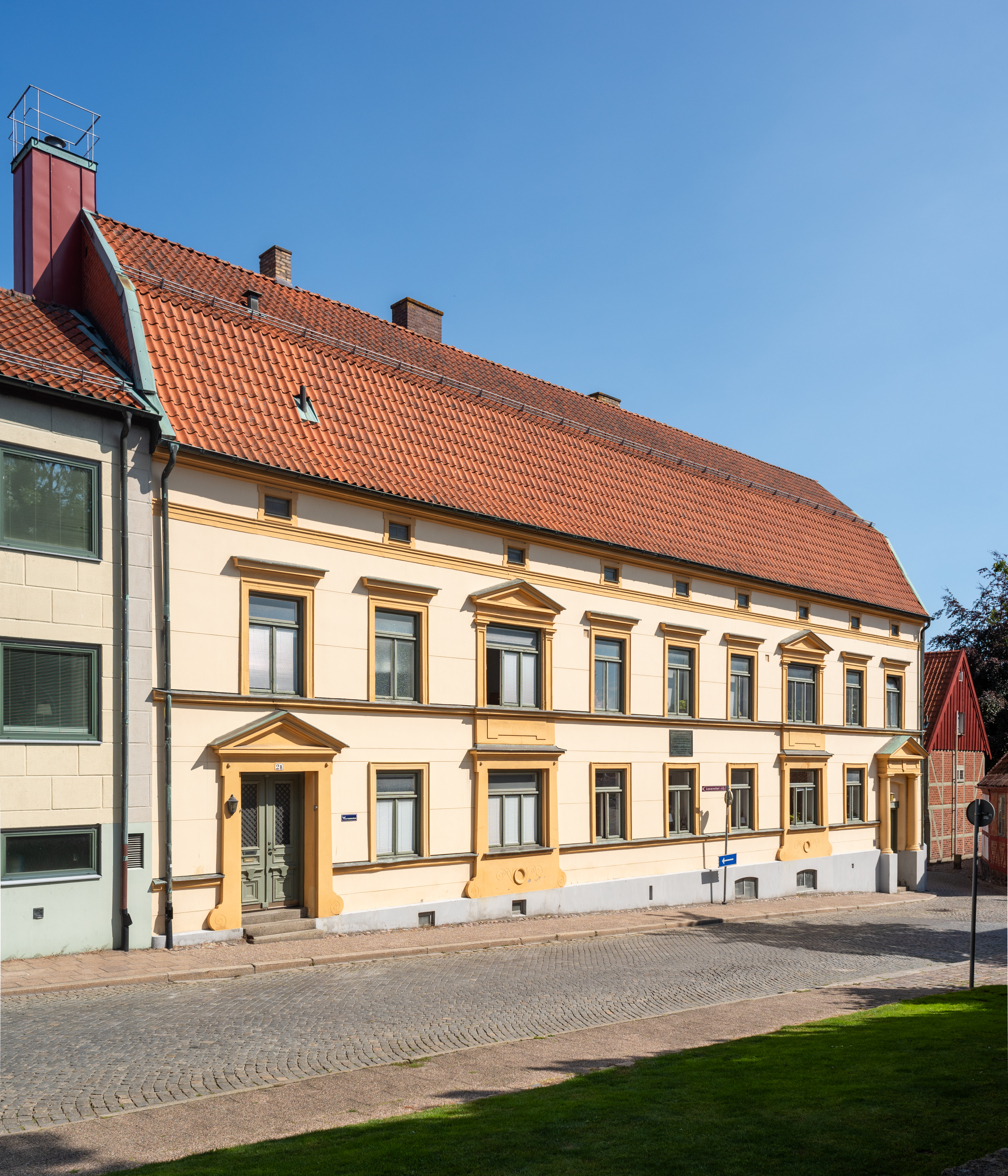
Bankens ursprungliga byggnad i Ystad.

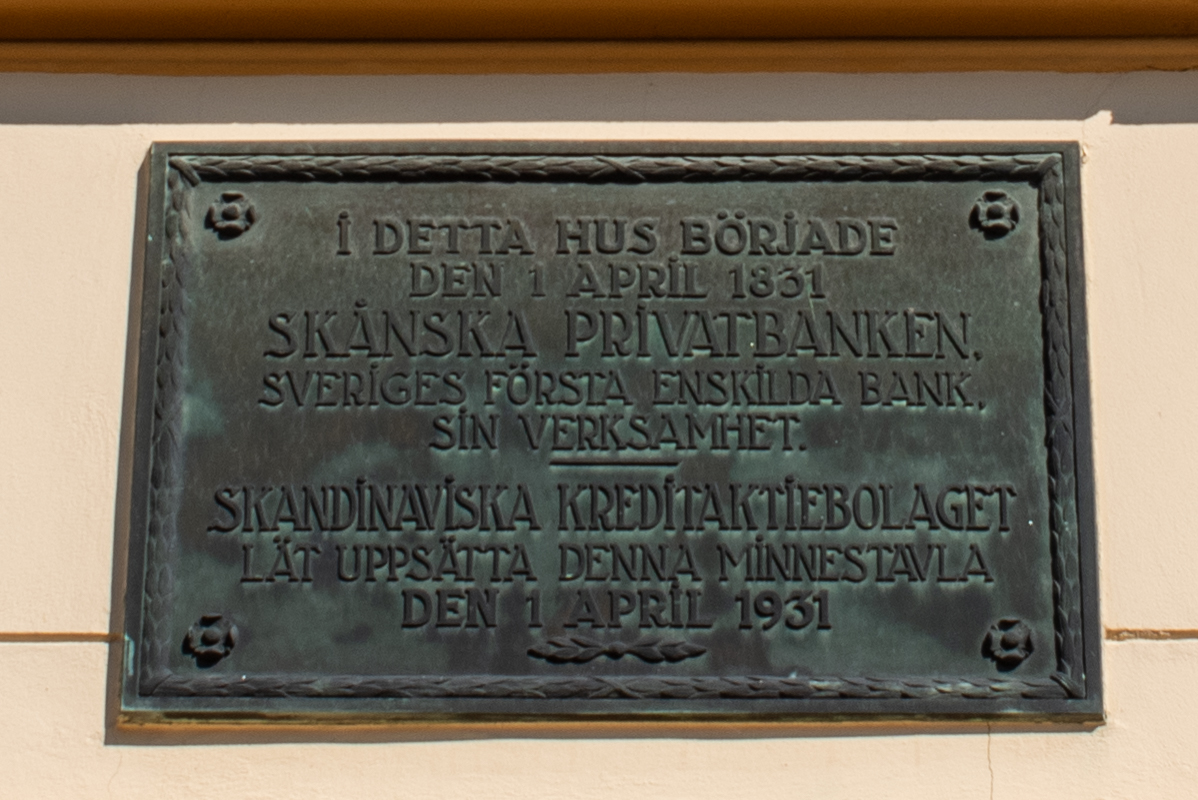
Minnesplakett på banken byggnad i Ystad uppsatt av Skandinaviska banken 1951.

Banken grundades i Ystad av tre köpmän, Jöns Peter Hemberg, Gustav Berghman och Gustav Hagerman. Den erhöll sina första privilegier 14 oktober 1830 och inledde sin verksamhet under namnet Skånska Privatbanken påföljande år. Efter att dess tioåriga oktroj utlupit 1841 fortsatte verksamheten under namnet Den Förnyade Skånska Privatbanken, vilken dock endast erhöll sexårig oktroj. År 1847 beviljades tioårig oktroj under namnet Den Fortsatta Skånska Privatbanken varefter namnet från den 1 april 1857 ändrades till Skånes Enskilda Bank. Det första året under den nya oktrojen blev synnerligen kritiskt, då 1857 års bankkris raserade ett flertal banker i Europa och Amerika och även hotade Skånes Enskilda Bank, vilken dock räddades genom statligt ingripande av finansminister Johan August Gripenstedt.
Kort efter att banken 1857 fått sin nya oktroj öppnades ett litet avdelningskontor i Malmö, vars ursprungliga personal endast bestod av en föreståndare och ett biträde. År 1868 ingicks avtal om övertagande av dels Malmö Enskilda Bank, dels Riksbankens filialbanker i Lund, Helsingborg, Kristianstad och Karlshamn. Efter detta hade Skånes Enskilda Bank uppnått en ställning som  Sveriges näst efter Riksbanken största penninginstitut med kontor i Skånes alla städer samt i Karlshamn, Sölvesborg och Växjö.
Eftersom tyngdpunkten i Skånes affärsliv förskjutits från Ystad till Malmö, beslöt bolagsstyrelsen att från 1876 förlägga huvudkontoret till Malmö samtidigt som Emil Malmsten blev verkställande direktör. 250 000 kronor avsattes för bygget och åren 1876-1879 uppfördes ett ljusputsat renässanspalats i två våningar längs Östergatan 39. Byggnaden ritades av Ernst Jacobsson och Carl August Kihlberg(och används än idag, efter ett flertal om- och tillbyggnader, av SEB). År 1878 upprättades även ett stort avdelningskontor i Stockholm, vilket under Carl Herslows tid som styrelseordförande (1893-1910) erhöll en palatsliknande byggnad på Drottninggatan, uppförd 1897-1900. Banken hade även kontor i bland annat Klippan och Halmstad och 1904 övertogs Göteborgs Köpmansbank, varigenom man även fick en filial i Göteborg. Bland övriga styrelseledamöter vid denna tidpunkt märktes industriledarna Frans Henrik Kockum vid Kockums Mekaniska Verkstads AB (från 1897) och August Schmitz vid Malmö Yllefabriks AB (från 1906).
År 1910, då Skånes Enskilda Bank var Sveriges äldsta och största enskilda bank, sammanslogs denna med det då näst största enskilda bankföretaget, Skandinaviska Kreditaktiebolaget i Göteborg. Den sammanslagna banken fick den sistnämnda bankens namn med den för framtiden karakteristiska formen, tre likställda centralkontor i Göteborg, Malmö och Stockholm – Göteborg var endast nominellt huvudkontor. Herslow fortsatte dock under den första tiden som styrelseordförande för den sammanslagna banken.
Skandinaviska Kreditaktiebolaget, senare Skandinaviska Banken, sammanslogs 1972 med Stockholms Enskilda Bank till Skandinaviska Enskilda Banken (SEB).

## Galleri

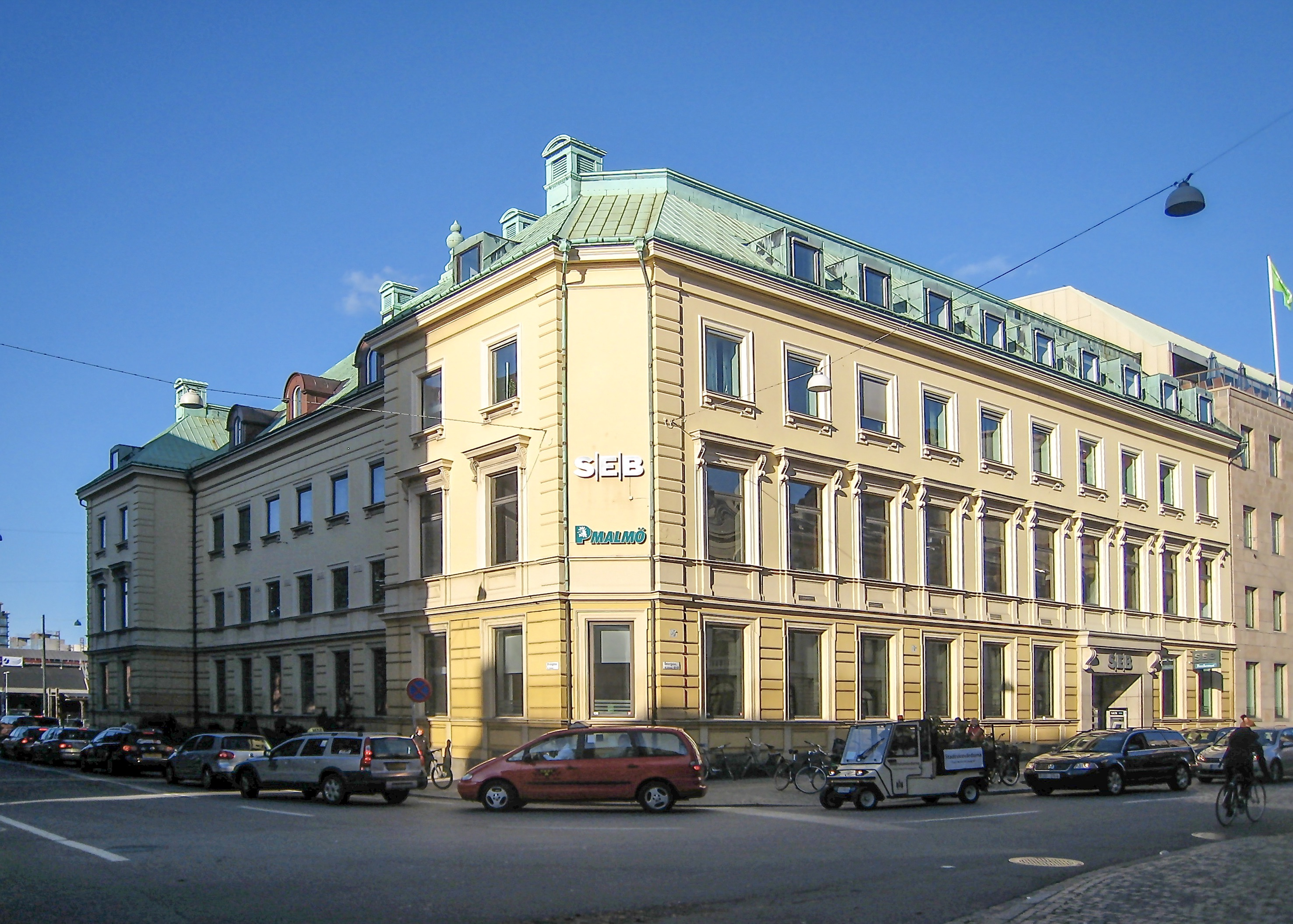
Det forna huvudkontoret i Malmö.
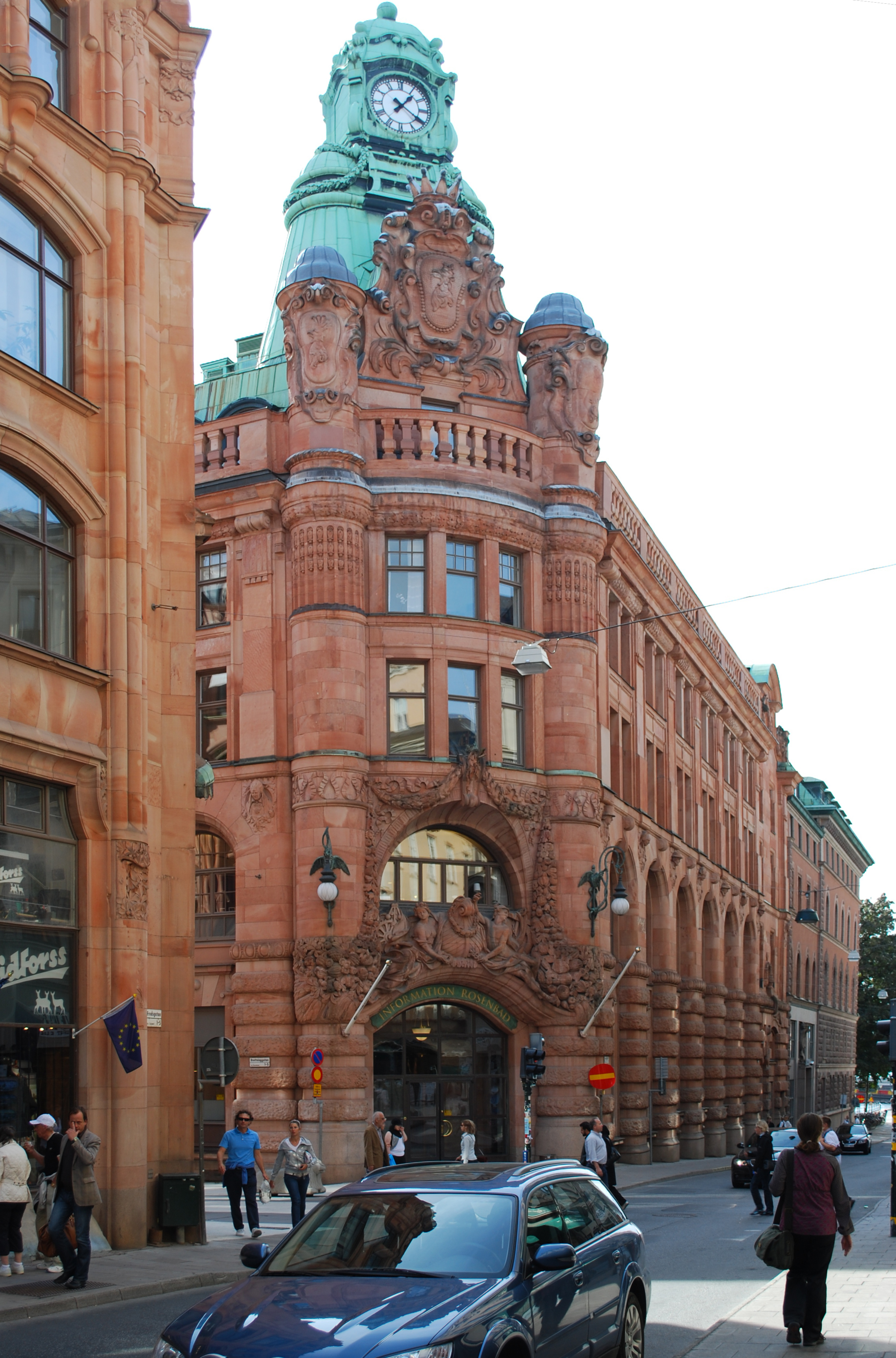
Stockholmskontoret
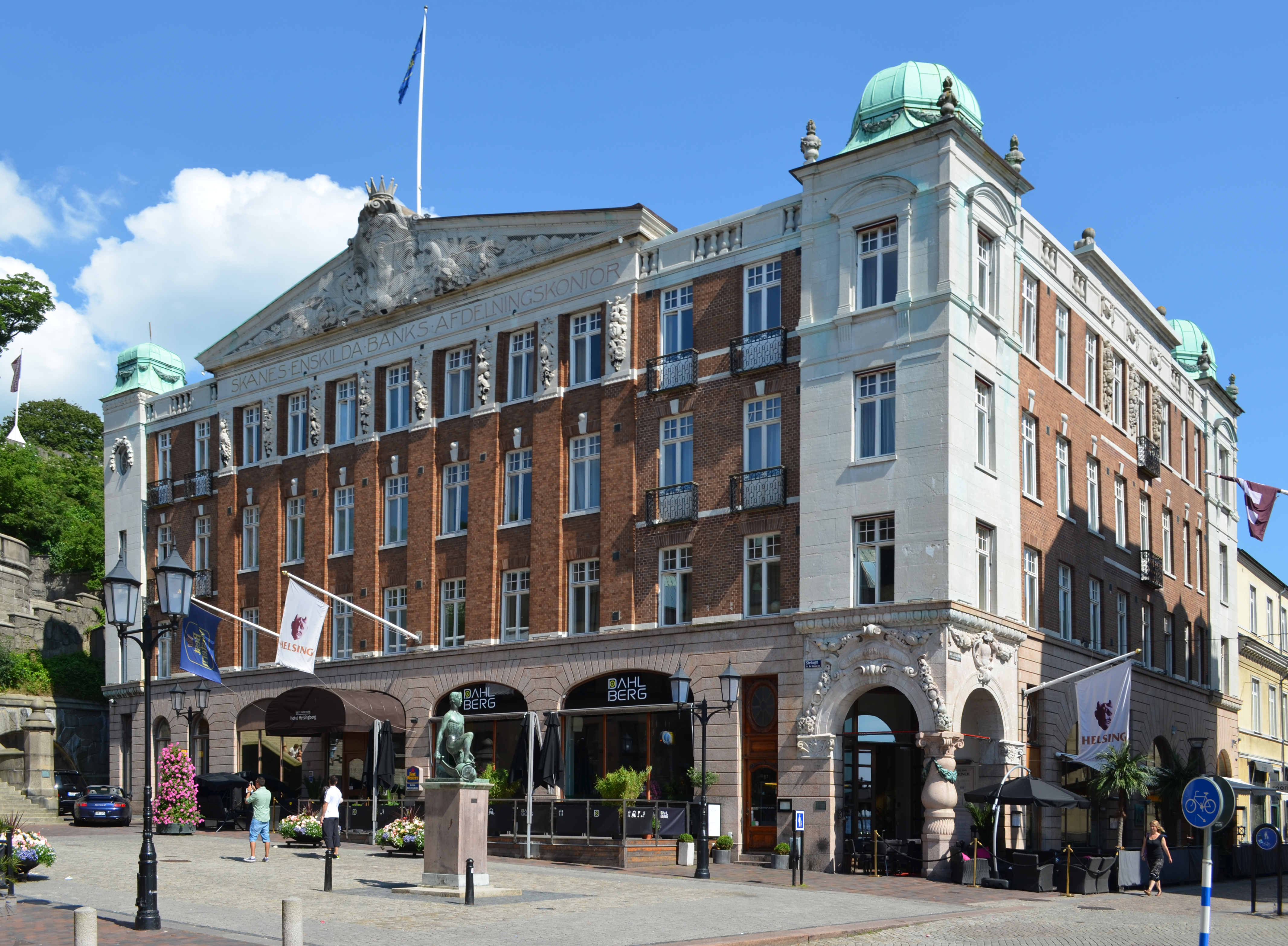
Avdelningskontoret i Helsingborg
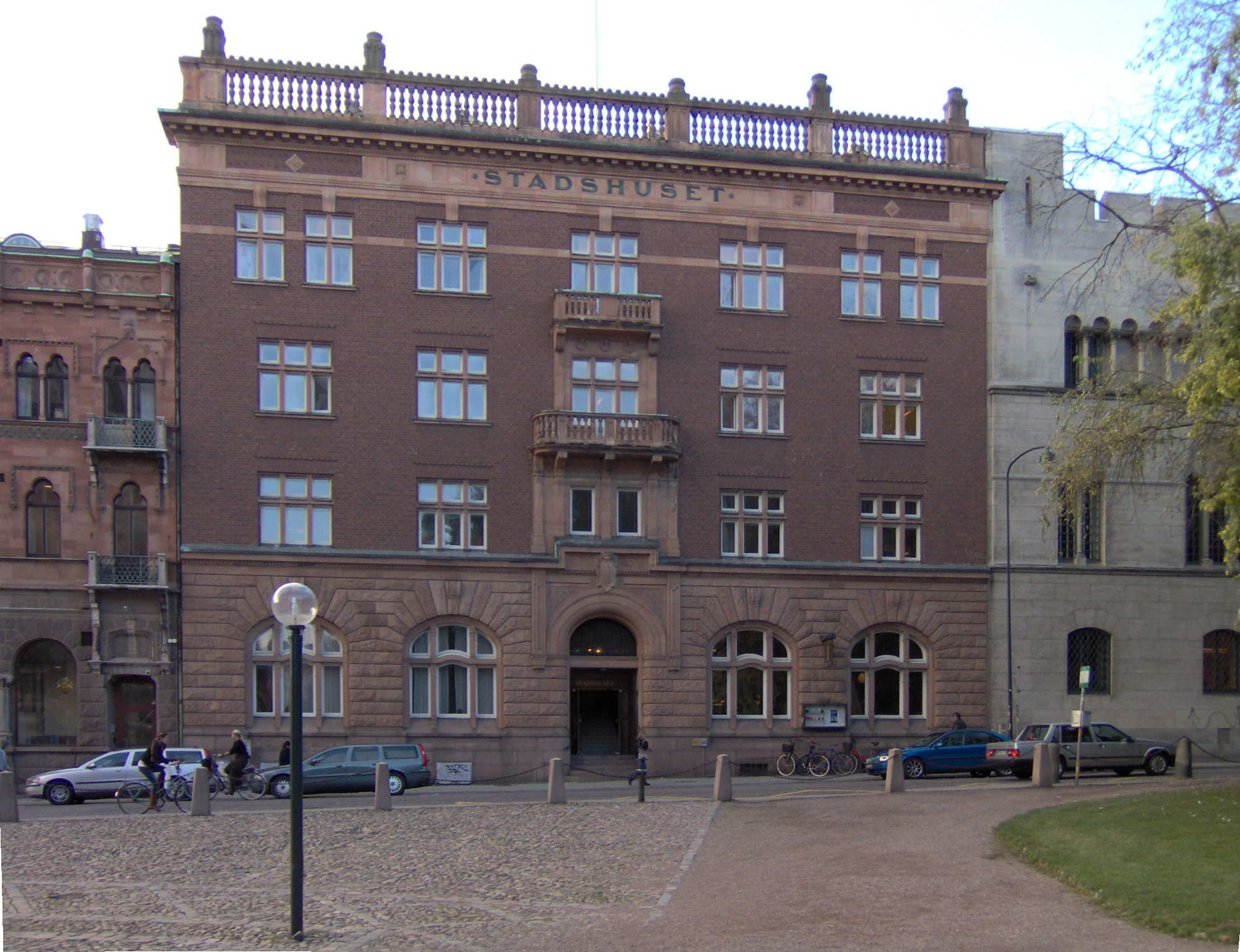
Avdelningskontoret i Lund
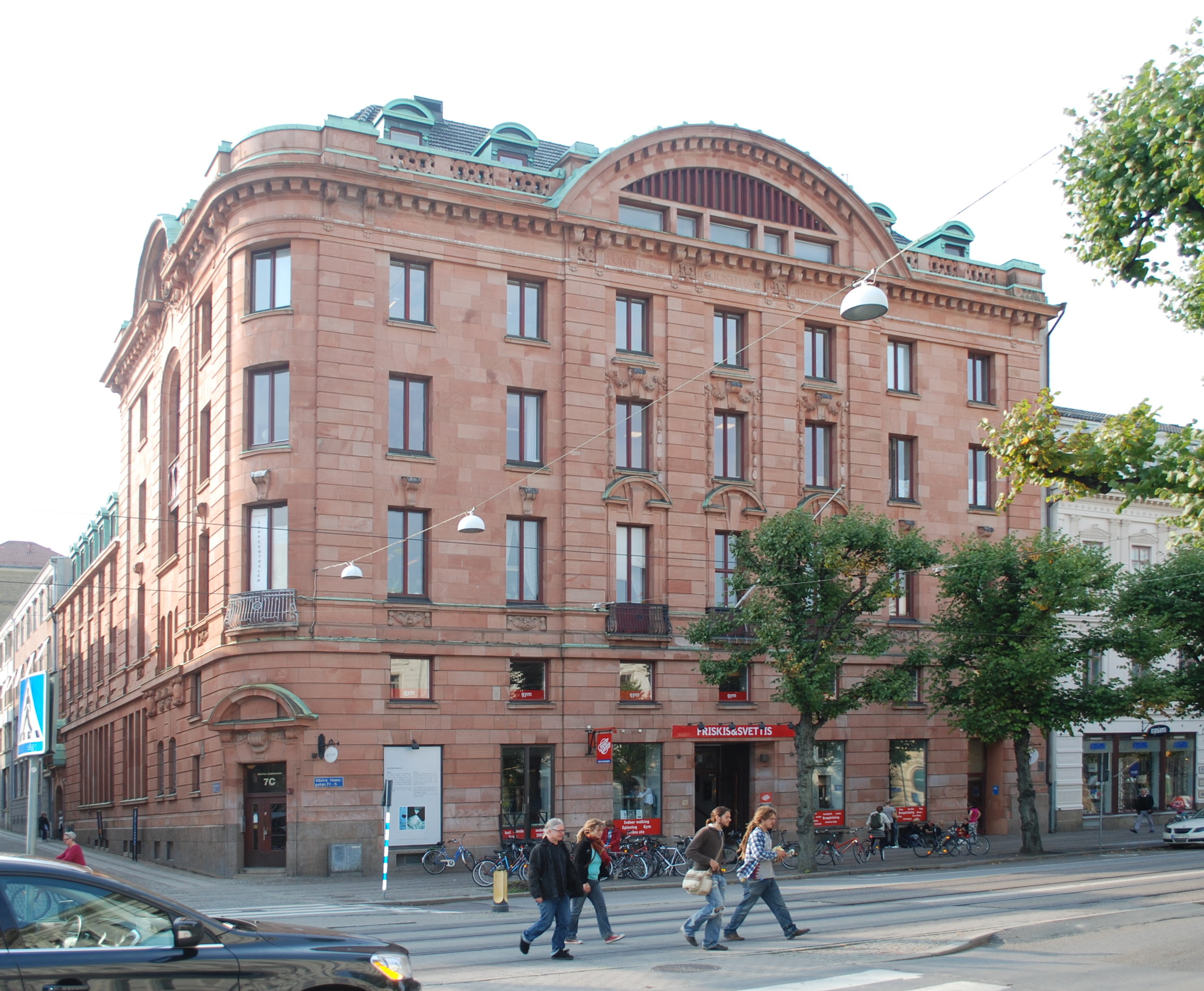
Centralkontoret i Göteborg